# Imleria
Imléria (лат.) — род грибов, входящий в семейство Болетовые (Boletaceae).
Один из многочисленных родов, выделенных из крупного полифилетичного рода Boletus в 2010-х годах. Именно к этому роду относится широко известный съедобный польский гриб.

## Описание
Плодовые тела шляпко-ножечные, с трубчатым гименофором. Шляпка у молодых грибов полушаровидная, затем становится выпуклой и уплощённой, окрашена в каштаново-коричневые или тёмно-кирпично-коричневые тона. Поверхность во влажную погоду клейкая, блестящая, при подсыхании — бархатистая или с мелкими хлопьями.
Поры и трубочки гименофора сначала кремовые или светло-лимонно-жёлтые, с возрастом становятся тёмно-жёлтыми, при прикосновении синеют. Поры угловатые.
Ножка центральная, одного цвета со шляпкой или более светлая, покрыта многочисленными очень мелкими жёлто-коричневыми или фиолетово-коричневыми чешуйками.
Мякоть белого или жёлтого цвета, над трубочками и в верхней части ножки на воздухе в той или иной степени синеет; запах не выражен, вкус пресный.
Споры эллиптические до продолговатых, с гладкими, немного утолщёнными стенками. Плевроцистиды и хейлоцистиды имеются, тонкостенные, ланцетные до веретеновидных с остроконечием на конце. Кутикула шляпки — иксотриходермис, гифы её жёлтые, переплетённые, инкрустированы жёлто-коричневым пигментом, погружены в слизистую массу. Пряжки на гифах отсутствуют.
Пигменты, отвечающие за каштаново-коричневую окраску польского гриба, — бадион A и норбадион A — не обнаружены у представителей какого-либо другого рода семейства Boletaceae. Они выделены из глебы гастеромицетовых болетовых пизолитуса красильного и ложнодождевика обыкновенного.

## Таксономия и систематика
Род был выделен в 2014 году профессором Туринского университета Альфредо Виццини. Назван в память о бельгийском микологе Луи Имлере (1900—1993).

### Виды
- Imleria badia (Fr.) Vizzini, 2014 — Польский гриб — наиболее распространённый вид рода, характеризуется сравнительно крупными плодовыми телами со светло-коричневой или каштаново-коричневой шляпкой, массивной ножкой, окрашенной так же или светлее, бледной окраской пор, а также синеющей мякотью в шляпке.
- Imleria obscurebrunnea (Hongo) Xue T.Zhu & Zhu L.Yang, 2014 — образует плодовые тела мелких и средних размеров, характеризуется тонкой ножкой ржаво-коричневого или каштаново-коричневого цвета, в верхней части жёлтой, а в основании — беловатой.
- Imleria parva Xue T.Zhu & Zhu L.Yang, 2014 — характеризуется мелкими плодовыми телами не более 3,5 см высотой, кремовой или светло-оливково-жёлтой окраской гименофора, многочисленными густыми мелкими тёмно-коричневыми чешуйками на ножке.
- Imleria subalpina Xue T.Zhu & Zhu L.Yang, 2014 — образует плодовые тела мелких и средних размеров, для этого вида характерна красно-коричневая или тёмно-коричневая окраска шляпки, желтоватая в верхней части ножка, а также медленно синеющая на воздухе мякоть.

## Ареал и экология
Польский гриб широко распространён по всей Евразии и Северной Америке, также обнаружен в Южной Африке, куда, предположительно, попал с саженцами сосны из Европы. Встречается как на равнинных, так и на горных территориях вплоть до верхней границы леса.
Три другие вида рода распространены в Восточной Азии: Imleria obscurebrunnea известен из Японии и Юго-Западного Китая, Imleria parva обнаружен только в Южной и Юго-Западной Юньнани, Imleria subalpina — в горах Северо-Западной Юньнани, на высотах более 3300 м.
Все виды рода образуют микоризу. Польский гриб встречается под хвойными (в алфавитном порядке — ель, пихта, псевдотсуга, сосна, тсуга, туя), реже — под лиственными деревьями (бук, граб, дуб, каштан, ольха). Imleria obscurebrunnea растёт в широколиственных лесах с буком, дубом, кастанопсисом и литокарпусом. Imleria parva встречается в смешанных лесах с преобладанием сосны и кастанопсиса. Imleria subalpina обнаружен в горных смешанных лесах с доминированием ели и пихты.